# 브라트부르스트

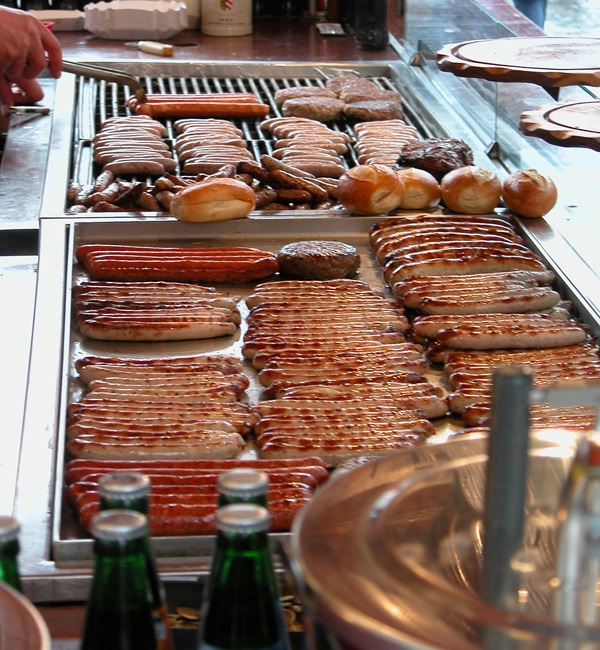

브라트부르스트(독일어: Bratwurst) 또는 브라트부어스트는 송아지고기, 쇠고기 또는 가장 일반적으로 돼지고기로 만든 독일 소시지 유형이다.

## 유형과 전통

### 독일
소시지를 위한 조리법은 지역마다 다르다. 소시지가 제공되는 방법 또한 지역적으로 다르지만, 가장 일반적으로 밀가루로 만든 겨자와 함께 먹는 흰 롤빵과 제공되는 간식으로 여겨진다. 선술집 음식으로는 종종 자우어크라우트 또는 감자 샐러드가 동반되며, 때로는 호밀 가루로 만든 어둡고 피 각질의 빵이 제공된다. 독일어권 국가에서 패스트 푸드의 가장 보편적인 형태이며, 종종 작은 스탠드에서 노점상이 조리하고 판매한다.

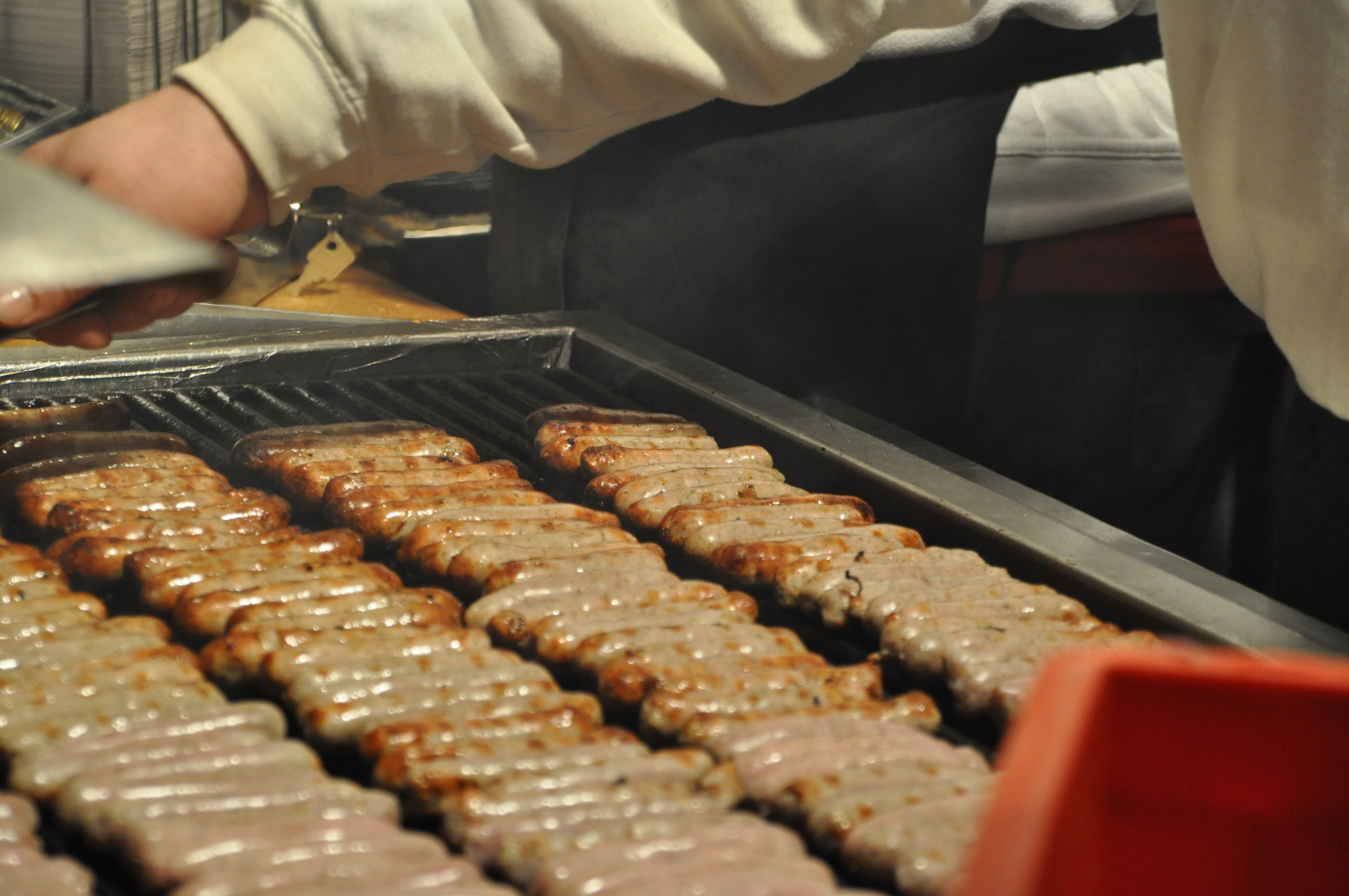
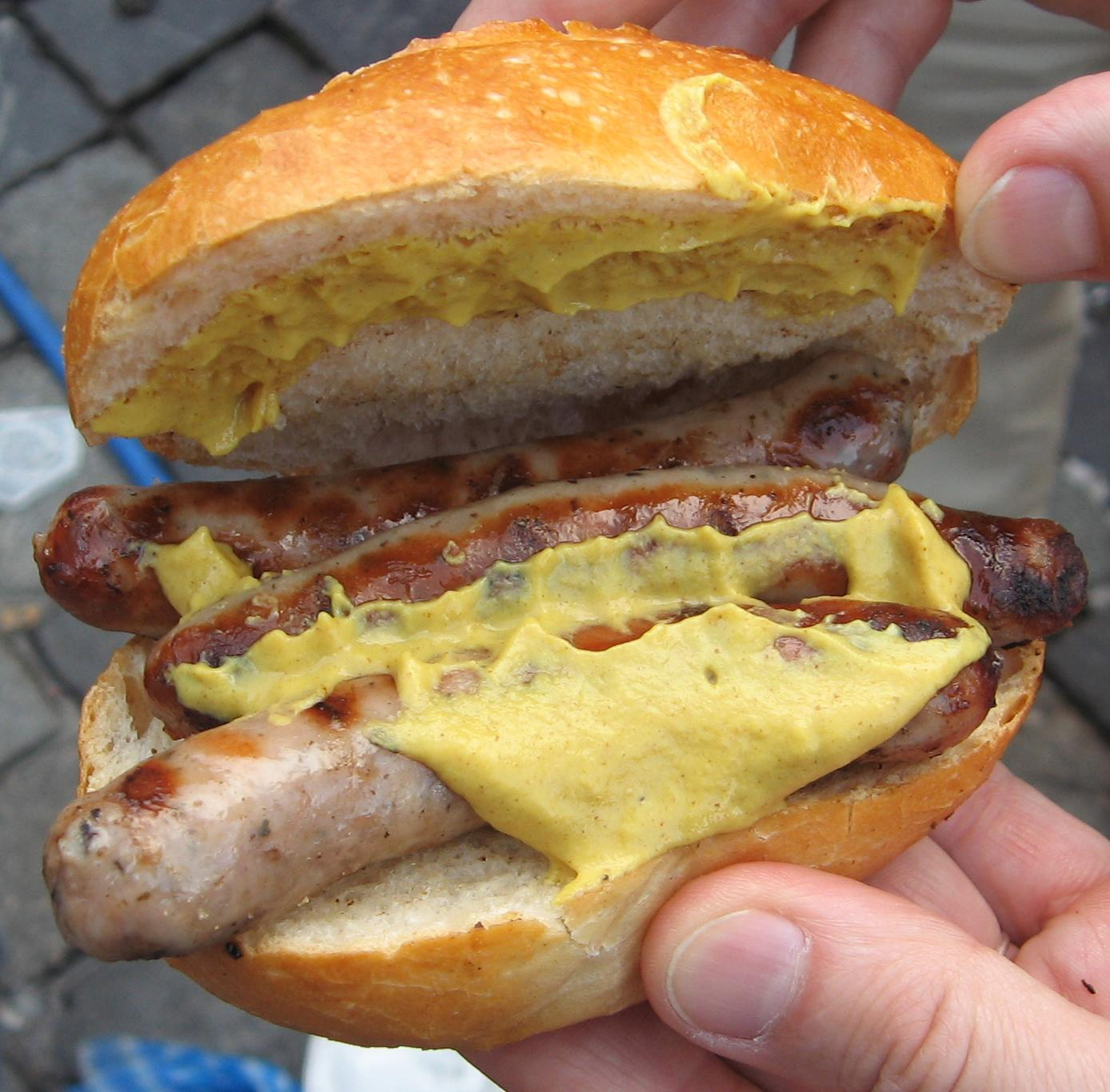
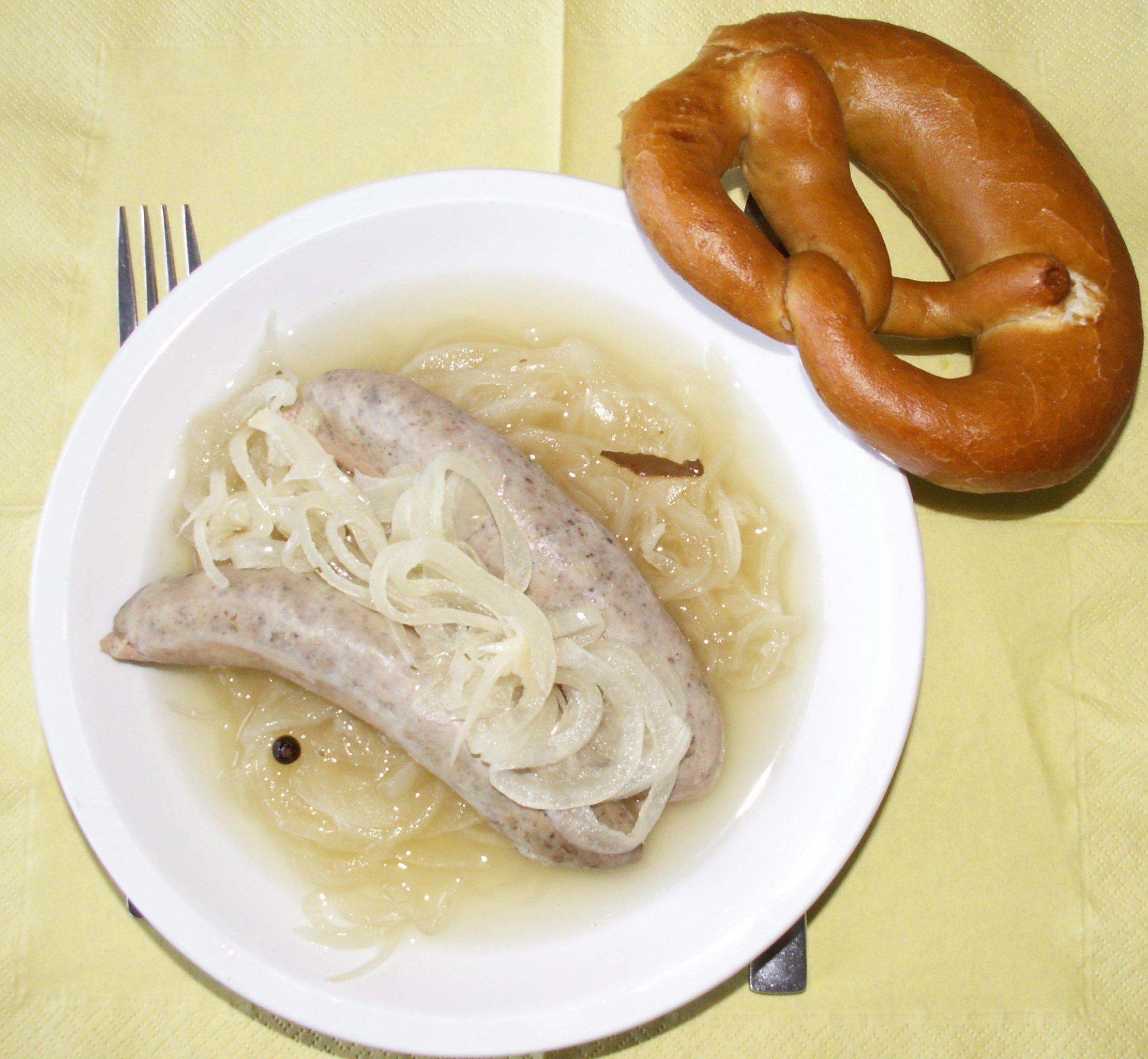

## 같이 보기
- 보크부스트
- 선지 소시지
- 쿠리부르스트
- 핫도그
- 키에우바사
- 크나크부르스트
- 비너 뷔르스트헨(비엔나 소시지)
- 볼부르스트
- 브뤼부르스트
- 바이스부르스트
- 부르스트